# IC 1319
IC 1319 — галактика типу Sbc (компактна витягнута спіральна галактика) у сузір'ї Козоріг.
Цей об'єкт міститься в оригінальній редакції індексного каталогу.